# Karaté Kid : Le Moment de vérité 2
Pour les articles homonymes, voir Karaté Kid.
Série Karaté Kid
Karaté Kid, le moment de vérité
(1984) Karaté Kid 3
(1989)
Pour plus de détails, voir Fiche technique et Distribution.
Karaté Kid : Le Moment de vérité 2 — plus communément appelé Karaté Kid 2 — (The Karate Kid, Part II) est un film américain de John G. Avildsen sorti en 1986. Il fait suite à Karaté Kid, du même réalisateur, sorti en 1984.
Malgré des critiques plutôt mitigées, le film est un immense succès au box-office, dépassant les résultats du premier film.

## Synopsis
Six mois après sa victoire au tournoi d'arts martiaux, Daniel LaRusso est censé partir à Fresno pendant deux mois pour suivre sa mère. M. Miyagi propose cependant de l'héberger chez lui. Mais son séjour est compromis à la suite de la réception d'une lettre venant d'Okinawa, île natale de M. Miyagi, et annonçant à ce dernier que son père est gravement malade. M. Miyagi décide donc de se rendre à son chevet. Juste avant d'embarquer à bord de l'avion, Daniel rejoint son maître et ils partent ensemble pour Okinawa.
M. Miyagi avait autrefois quitté Okinawa du jour au lendemain afin d'éviter un combat contre son meilleur ami, Sato, combat à mort qui devait avoir lieu pour laver l'honneur de ce dernier, les deux hommes étant épris de la même femme, Yukie, mais cette dernière avait été promise à Sato.
Arrivé à Okinawa, ils sont accueillis par Chozen, le neveu de Sato, qui les emmène dans un hangar où ce dernier les reçoit. Sato n'a pas oublié sa rancœur et veut toujours défendre son honneur. Ce combat aura lieu dès que Miyagi aura rendu visite à son père malade, qui n'est autre que le senseï des deux amis d'antan.
Le village natal de Miyagi a bien changé : il appartient désormais à Sato et ce dernier en loue les terres, sur lesquelles les villageois font pousser des légumes qui sont achetés par Sato et vendus à la ville. L’amour d’antan de Miyagi, Yukie, est toujours présente et ne s’est finalement jamais mariée. En outre, elle a une nièce, Kumiko, institutrice rêvant d’apprendre la danse et dont Daniel va tomber amoureux.
Miyagi refuse toujours le combat avec Sato. Alors que Sato s'apprête à le frapper mais est interrompu quand Yukie leur annonce que le père de Miyagi désire les voir. Ce dernier meurt en tentant de réconcilier les deux amis d'enfance, et Sato par respect pour son senseï accorde à Miyagi trois jours de deuil avant qu'il ne revienne à la charge. Entretemps, Daniel, de plus en plus proche de Kumiko, va avoir quelques démêlés avec Chozen. Une fois les trois jours passés, Sato revient et décide de raser le village si Miyagi refuse de se battre. Afin d’éviter cela, Miyagi accepte finalement le combat, en faisant promettre à Sato que, quelle que soit l'issue du combat, les villageois deviendraient propriétaires de leurs terres.
Le soir du combat, une terrible tempête s’abat sur le village, brisant le temple dans lequel se préparait Sato. Miyagi se lance à sa rescousse et sauve son vieil ami, tandis que Daniel sauve une petite fille en danger que Chozen refuse d’aider, ce qui mène Sato à renier ce dernier. Miyagi et Sato sont enfin réconciliés et ce dernier, à la suite d'une demande de Daniel, permet aux villageois d’organiser la fête O-Bon dans le vieux château du village comme le veut une ancienne tradition.
Lors de cette fête, Kumiko danse pour les villageois. Mais sa danse est interrompue par l’arrivée de Chozen qui veut se battre avec Daniel pour laver son honneur. Daniel finit par battre Chozen, pourtant senseï des troupes américaines basées à Okinawa, grâce à la technique du Tambourin.

## Fiche technique
Sauf indication contraire, les informations mentionnées dans cette section peuvent être confirmées par la base de données cinématographiques IMDb,  présente dans la section « Liens externes ».
- Titre original : The Karate Kid Part II
- Titre français : Karaté Kid 2
- Titre québécois : Karaté kid - Le moment de vérité II
- Réalisation : John G. Avildsen
- Scénario : Robert Mark Kamen
- Musique : Bill Conti
- Chorégraphie : Jose De Vega
- Direction artistique : William F. Matthews
- Décors : William J. Cassidy et Lee Poll
- Costumes : Mary Malin
- Photographie : James Crabe
- Son : William Randall
- Montage : John G. Avildsen, David Garfield et Jane Kurson
- Production : Jerry Weintraub
  - Producteur délégué : R. J. Louis
  - Producteur associé : William J. Cassidy
  - Productrices associées : Susan Ekins et Karen Trudy Rosenfelt
- Sociétés de production : Columbia Pictures et Delphi V Productions
- Sociétés de distribution : Columbia Pictures (États-Unis), Warner-Columbia Film (France)
- Pays de production :  États-Unis
- Langue originale : anglais
- Format : couleur - 35 mm - 1,85:1 - son Dolby
- Budget : 13 millions de dollars[2]
- Genre : arts martiaux action, drame, romance
- Durée : 113 minutes
- Dates de sortie[3] :
  - États-Unis : 19 juin 1986 (New York)
  - États-Unis : 20 juin 1986
  - France : 6 août 1986
- Classification[4] : interdit aux moins de 10 ans en France
- Classification - MPAA : PG (accord parental souhaitable)

## Distribution
- Ralph Macchio (VF : Luq Hamet) : Daniel LaRusso
- Pat Morita (VF : Roger Carel) : M.Nariyoshi Kesuke Miyagi
- Danny Kamekona (VF : Jacques Deschamps) : Sato
- Tamlyn Tomita (VF : Emmanuelle Bondeville) : Kumiko
- Nobu McCarthy (VF : Jacqueline Porel) : Yukie
- Yuji Okumoto (VF : Patrick Poivey) : Chozen, le neveu de Sato
- Martin Kove (VF : Patrice Keller) : John Kreese
- William Zabka : Johnny Lawrence
- Joey Miyashima : Toshio
- Clarence Gilyard : un soldat américain
- B. D. Wong : un garçon dans la rue
- Pat E. Johnson (en) (VF : Georges Berthomieu) : l'arbitre du tournoi (archives du premier film)

## Production

### Genèse et développement
Cette suite est envisagée quelques jours seulement après la sortie du premier film en 1984, qui est un grand succès, critique et commercial (plus de 90 millions de dollars de recettes rien qu'aux États-Unis).
Le film débute avec une scène dans laquelle maître Miyagi fait face à John Kreese. Elle était au départ prévue pour la fin du premier opus, mais celle-ci, contrairement à certaines “légendes urbaines” n'a pas été tournée pour le premier film. Elle figurait seulement dans le script. De plus, les producteurs hésitent sur l'intrigue principale de ce deuxième film : les origines de Miyagi ou la revanche de Kreese. Cette revanche sera finalement au cœur du film suivant.
Cette suite révèle notamment que Miyagi a vécu une première histoire d'amour à Okinawa, bien avant son mariage avec une autre japonaise rencontrée à Hawaï et qui est morte pendant la Seconde Guerre mondiale.

### Attribution des rôles
Initialement, Ali Mills, incarnée par Elisabeth Shue, devait revenir dans cet opus. L'actrice refuse car elle avait déjà interrompu ses études à Harvard pour tourner le premier et elle ne souhaite pas prendre plus de retard dans son cursus. Après avoir songé à la remplacer, les producteurs décidèrent finalement de ne pas inclure le personnage d'Ali au scénario. Par ailleurs, William Zabka, qui incarnait Johnny Lawrence, devait lui aussi reprendre son rôle et être le nouvel élève de Maître Miyagi et ami de Daniel, mais à la suite de divers problèmes rencontrés (insultes, agressions, etc.) auprès des fans, l'acteur décida de se contenter d'une seule scène.
Ce film marque les débuts de l'actrice américano-japonaise Tamlyn Tomita. Elle est réellement née à Okinawa, où se déroule principalement le film.

### Tournage
Bien que le film se déroule principalement au Japon, le tournage a eu lieu sur l'île d'Oahu à Hawaï ainsi qu'aux Warner Bros. Studios de Burbank en Californie.

### Musique

#### Bande originale
Bandes originales de Karaté Kid
Karaté Kid
(1984) Karaté Kid 3
(1989)
Comme pour le premier film, la musique du film est composée par Bill Conti. La bande originale sortie au moment du film comprend principalement d'autres chansons, comme le titre phare Glory of Love, interprété par Peter Cetera. Les compositions de Bill Conti sera éditées bien plus tard.
Liste des titres
1. Glory of Love (Peter Cetera)
2. Rock 'n' Roll Over You (The Moody Blues)
3. Fish for Life" (Mancrab)
4. Rock Around the Clock (Paul Rodgers)
5. Let Me at 'Em (Southside Johnny)
6. This Is the Time (Dennis DeYoung)
7. Earth Angel (New Edition)
8. Love Theme from Karate Kid II (Bill Conti)
9. Two Looking at One (Carly Simon)
10. The Storm (Bill Conti)

#### Original Motion Picture Score
En 2007, Varèse Sarabande édite pour la première fois un album reprenant les compositions originales de Bill Conti.
Liste des titres
1. Main Title (5:32)
2. No Mercy (1:17)
3. Six Months Later (1:10)
4. Breathing / Daniel Nails It (1:27)
5. Okinawa (0:49)
6. Honor Very Serious (2:02)
7. Time Flies (1:50)
8. Enter Sato (1:46)
9. Miyagi’s Home (4:11)
10. No Choice (1:14)
11. The Funeral (5:14)
12. Their Song (1:45)
13. Rekindled Love (1:35)
14. Miyagi (2:02)
15. Miyagi’s Attack (1:00)
16. Daniel And Kumiko (3:15)
17. Daniel Leaves (4:45)
18. Old Friends (4:47)
19. Moon Spots (1:07)
20. Daniel’s Triumph (1:41)

## Accueil
Contrairement au premier film, Karaté Kid : Le Moment de vérité 2 reçoit des critiques plutôt mitigées. Sur l'agrégateur américain Rotten Tomatoes, il récolte 45% d'opinions favorables pour 31 critiques et une note moyenne de 5,02⁄10. Sur Metacritic, il obtient une note moyenne de 55⁄100 pour 9 critiques.
Le film est cependant un immense succès aux États-Unis. il finit 4e au box-office 1986 au Canada et aux États-Unis où il récolte 115 103 979 $. En France, le film n'atteindra que la 22e du box-office annuel mais attire tout de même 1 657 082 spectateurs en salles, soit environ 600 000 entrées de plus que le premier film.

## Distinctions
Sauf indication contraire, les informations mentionnées dans cette section peuvent être confirmées par les bases de données cinématographiques IMDb et Allociné,  présentes dans la section « Liens externes ».,

### Récompenses
- ASCAP / American Society of Composers, Authors and Publishers 1987 :
  - Meilleurs films au box-office pour Bill Conti
  - Chansons les plus jouées de films cinématographiques pour Peter Cetera (pour la chanson "Glory of Love").
- BMI Film and TV Awards[14] 1987 :
  - Chanson la plus jouée d'un film pour David Foster (pour la chanson "Glory of Love").
- Young Artist Awards[14] 1987 :
  - Long métrage exceptionnel - Divertissement familial - Drame

### Nominations
- Oscars 1987 1987 :
  - nomination à l'Oscar de la meilleure chanson pour David Foster, Peter Cetera et Diane Nini (pour la chanson "Glory of Love").
- American Society of Cinematographers Awards[14] 1987 :
  - nomination pour la réalisation exceptionnelle en cinématographie pour James Crabe.
- Golden Globes[14] 1987 :
  - nomination de la meilleure chanson originale pour David Foster et Peter Cetera (pour la chanson "Glory of Love").

## Clin d’œil
Lorsque Kumiko explique à Daniel ce qu'elle veut faire plus tard, elle lui répond qu'elle veut devenir danseuse en lui montrant un film à la télévision exposé en vitrine. Le film n'est autre que Fame.